# Crkva sv. Petra u Novom Mjestu
Crkva sv. Petra je rimokatolička crkva u naselju Novo Mjesto koje je u sastavu grada Sveti Ivan Zelina i zaštićeno kulturno dobro

## Opis dobra
Izvorno kasnoromanička građevina iz 13.st. pregrađena je u razdoblju gotike, barokizirana u 17. st. te obnovljena 1913. godine, a ubraja se u najznačajnije srednjovjekovne sakralne građevine sjeverozapadne Hrvatske. Jednobrodna je građevina pravokutnog tlocrta s užim pravokutnim svetištem i zvonikom nad zapadnim pročeljem. Nad brodom je drveni strop, a nad svetištem gotički križni svod. Osim očuvanosti izvornog srednjovjekovnog arhitektonskog sloja, veliku vrijednost predstavlja velik broj sačuvanih slojeva žbuke i figuralni oslik unutrašnjosti iz nekoliko faza. Najstariji sloj zidnih slika datiran je u 14. st., a sljedeći nastaje krajem 14. i početkom 15. st., dok je vrijeme nastanka trećeg slikanog sloja vjerojatno kraj 15. st. Dobro očuvane zidne slike izvorno u cijelosti oslikane unutrašnjosti najveća su vrijednost crkve.

## Zaštita
Pod oznakom Z-1885 zavedena je kao nepokretno kulturno dobro - pojedinačno, pravna statusa zaštićena kulturnog dobra, klasificirano kao "sakralna graditeljska baština".